# Diego Tavera Ponce de León
Luis Enrique Tavera Rodríguez (Sevilla ¿? - Toledo, 28 de abril de 1560) fue un religioso católico español sobrino del Cardenal y Arzobispo de Toledo Juan Pardo de Tavera. En 1555 fue nombrado obispo de Jaén.

## Biografía
Fue el primer administrador del Hospital de Tavera (Toledo) fundado por su tío, asimismo desempeñó los cargos de Arcediano de la Catedral de Toledo y consejero de la inquisición, entre otras actividades ejerció la de censor de Biblias para que se adoptara un modelo único del texto y quedaran prohibidas bajo severas penas las ediciones que contuvieran diferencias sobre el patrón establecido.

En 1555 fue nombrado obispo de Jaén, puesto en el que permaneció hasta su muerte ocurrida en 1560 en Toledo. Sus restos se encuentran en la capilla del Hospital de Tavera de esta ciudad.
En la antesacristia de la Catedral de Jaén puede verse la representación de su escudo de armas, como recuerdo de las obras que se realizaron en esta parte del templo bajo su mandato.
| Predecesor: Pedro Pacheco Ladrón de Guevara | Obispo de Jaén 1555 - 1560 | Sucesor: Diego de los Cobos Molina |